# Občanská demokratická strana
Die Demokratische Bürgerpartei (tschechisch Občanská demokratická strana, [ˈoptʃanskaː ˈdɛmokratɪtskaː ˈstrana]; abgekürzt ODS) ist eine konservative und wirtschaftsliberale Partei in Tschechien. Sie ging 1991 aus einem Teil des während der Samtenen Revolution 1989 entstandenen Bürgerforums hervor. Seit 2020 gehört sie zum Mitte-rechts-Bündnis Spolu und seit 2021 stellt sie mit Petr Fiala den tschechischen Ministerpräsidenten.
Nach der Unabhängigkeit der Tschechischen Republik 1993 war die ODS neben der ČSSD eine der beiden dominierenden großen Parteien in der Abgeordnetenkammer der Tschechischen Republik und stellte 1993–1998, 2006–2009 und 2010–2013 den Ministerpräsidenten. Von ihrer Gründung bis 2002 wurde die Partei von Václav Klaus geführt, der nacheinander tschechischer Ministerpräsident, Präsident des Abgeordnetenhauses und von 2003 bis 2013 Staatspräsident war. Später waren Mirek Topolánek und Petr Nečas die Parteivorsitzenden, seit 2014 ist es Petr Fiala. Ab 2013 stellte die ODS zeitweise nur noch die fünftgrößte Fraktion im Abgeordnetenhaus, seit 2017 wieder die zweitgrößte. Nach der Mitgliederzahl ist sie die viertgrößte Partei (nach KSČM, KDU-ČSL und ČSSD).
Seit der Abgeordnetenhauswahl 2021 bildet die ODS mit 34 Sitzen die zweitstärkste Fraktion und führt die Regierung an. Im Senat ist sie seit 2024 die stärkste Partei (23 von 81 Sitzen), im Europäischen Parlament stellt sie seit der Europawahl 2024 drei der 21 tschechischen Abgeordneten.

## Geschichte

### Gründung
Die ODS entstand aus einem Teil des während der Samtenen Revolution im November 1989 gegründeten Bürgerforums (Občanské fórum; OF). Václav Klaus, tschechoslowakischer Finanzminister in der ersten nichtkommunistischen Regierung, wurde im Oktober 1990 zum Vorsitzenden des Bürgerforums gewählt. Als das OF auf seinem Kongress in Hostivař im Januar 1991 ein neues Programm verabschiedete, wurden bereits Spannungen zwischen den rechten und linken Flügeln des Bürgerforums deutlich. Am 23. Februar 1991 kam es zur „Scheidungsversammlung“ („rozlučkový sněm“) des OF in Prag. Im März bildeten die Anhänger von Klaus ein „Vorbereitungskomitee“ („přípravný výbor“) für eine Demokratische Bürgerpartei.
Der Gründungskongress der Partei wurde am 20. und 21. April 1991 in Olmütz abgehalten. Das sich als überparteilich verstehende Bürgerforum zerfiel dadurch in zwei Teile. Klaus sammelte in der ODS die Kräfte des Bürgerforums, die sich schnell in Parteiform organisieren wollten, wirtschaftspolitisch marktliberaler und gesellschaftspolitisch konservativer waren. Die eher linksliberalen Kräfte und diejenigen, die im Sinne Václav Havels eine „unpolitische Politik“ machen wollten, bildeten dagegen die Bürgerbewegung (Občanské hnutí).

### Regierung Klaus (1993–1998)
Die ODS war bereits zum Zeitpunkt der Auflösung der Tschechoslowakei eine der einflussreichsten Kräfte. Sie gewann jeweils die Wahlen zum Abgeordnetenhaus 1992 und 1996, Václav Klaus wurde an der Spitze einer bürgerlichen Koalitionsregierung der ODS zusammen mit der KDU–ČSL und der Bürgerallianz Ministerpräsident der tschechischen Republik und vereinbarte mit seinem slowakischem Amtskollegen Vladimír Mečiar die Auflösung der Tschechoslowakischen Föderation zum 1. Januar 1993. Zu dieser Zeit favorisierte die ODS noch einen schnellen Beitritt zur EU.
1997 kam es jedoch zu einer Regierungskrise: Die lahmende Konjunktur und eine Parteispendenaffäre ließen Kritik am Parteivorsitzenden Klaus aufkommen. Während seines Aufenthaltes in Sarajevo forderten die stellvertretenden Vorsitzenden Jan Ruml und Ivan Pilip seinen Rücktritt. Dies führte zum Austritt der Koalitionspartner KDU-ČSL und ODA aus der Regierung, im Endeffekt auch zur Demission Klaus’. Dieser Vorgang ist in der Geschichte der Partei auch als „Sarajevo-Attentat“ bekannt. Václav Klaus konnte trotzdem den Parteivorsitz verteidigen, während Pilip und Ruml eine neue Partei, die Unie svobody (US, Freiheitsunion) gründeten. Bis zu den vorgezogenen Neuwahlen wurde Tschechien wegen der entstandenen schwierigen Mehrheitsverhältnisse im Parlament von einer Beamtenregierung unter Vorsitz von Staatsbank-Gouverneur Josef Tošovský geleitet.

### Tolerierung und Opposition (1998–2006)
Bei den Neuwahlen konnte sich die ODS mit 28 % hinter der ČSSD als zweitstärkste Partei behaupten. Die ČSSD bildete eine Minderheitsregierung unter Miloš Zeman, welche von der ODS im Rahmen eines „Oppositionsvertrages“ toleriert wurde. Als Ausgleich wurde Václav Klaus zum Präsidenten des Abgeordnetenhauses gewählt.
Die Parlamentswahl in Tschechien 2002 endete für die ODS mit 24,5 % und einem relativ schlechtem Ergebnis. Die ČSSD bildete eine Koalition mit der KDU-ČSL und der US-DEU. Somit war sie auf die Zusammenarbeit mit der ODS nicht mehr angewiesen. Václav Klaus wurde nicht mehr zum Parlamentspräsidenten gewählt und stellte auch seinen Posten als Parteivorsitzender zur Verfügung. Zu seinem Nachfolger wurde am 15. November 2002 Mirek Topolánek gewählt, obwohl Václav Klaus seine Kandidatur nicht unterstützte und stattdessen zur Wahl des knapp unterlegenen Kandidaten Petr Nečas aufrief.
Seit dieser Zeit konnte die ODS sich jedoch wieder stabilisieren. Interne Streitigkeiten der Regierungsparteien und der ČSSD führten dazu, dass sich Václav Klaus als Kandidat der ODS bei den Präsidentenwahlen 2003 überraschend durchsetzen konnte. Die ODS gewann auch in den folgenden Wahlen hinzu. Sie gewann die Senatswahlen 2004 und 2006, sie gewann mit großem Abstand die Europawahlen 2004 und sie gewann haushoch auch die Wahlen zu den Regionalparlamenten 2004.

### Regierungen Topolánek und Fischer (2006–2010)
Bei der Parlamentswahl in Tschechien 2006 wurde sie dann ebenfalls mit ihrem historisch besten Ergebnis von 35,4 % und 81 von 200 Abgeordneten wieder die stärkste politische Kraft im Abgeordnetenhaus. Jedoch lähmte ein Patt zwischen rechtem und linken Lager im Parlament die Regierungsbildung. Nachdem eine im September 2006 gebildete Minderheitsregierung der ODS, die von der ČSSD mittels eines Oppositionsvertrages unterstützt werden sollte, wegen der Ablehnung der Sozialdemokraten eines solchen Bündnisses keine Mehrheit im Abgeordnetenhaus gefunden hatte, bildete Topolánek im Januar 2007 eine Koalitionsregierung aus ODS, KDU-ČSL und Strana zelených (Partei der Grünen). Diese war jedoch im Parlament auf die Unterstützung von zwei aus ihrer Fraktion ausgetretenen Abgeordneten der ČSSD angewiesen, welche die Regierung stillschweigend duldeten. Diese Regierungsbildung mittels „Überläufer“ wurde auch von Staatspräsident Václav Klaus kritisiert.
Die von der ODS angeführte Regierung konnte sich infolge von zwei Fraktionsaustritten aus der SZ-Fraktion ab Herbst 2008 jedoch nicht mehr auf eine sichere Mehrheit im Parlament stützen. Nachdem die ODS bei den Senatswahlen und Regionalwahlen im Oktober 2008 massiv an Stimmen verloren hatte, war die Position von Mirek Topolánek auch innerparteilich weiter geschwächt. Die Partei verlor ihre Vormachtstellung im Senat und auf einem Schlag alle 12 (von 13) Regionshauptleute. Auf dem Parteikongress vom 5. bis 7. Dezember 2008 kam es zur Kampfabstimmung zwischen Topolánek und dem von Staatspräsident und Parteigründer Václav Klaus unterstützten Prager Oberbürgermeister Pavel Bém, bei welcher sich Topolánek mit 63,7 % durchsetzte.
Inzwischen spekulierte jedoch auch Václav Klaus offen über einen Bruch mit der von ihm gegründeten ODS und legte am 6. Dezember 2008 den Ehrenvorsitz der Partei nieder. Er kündigte an, nun die Gründung einer neuen euroskeptischen Partei unterstützen zu wollen, da ihm die ODS mittlerweile zu EU-freundliche Positionen vertrete. Insbesondere sprach sich ein Großteil der Partei inklusive Topolánek mittlerweile für die Ratifizierung des Vertrages von Lissabon aus und stimmte im Abgeordnetenhaus auch für diese Ratifizierung, welche dank der Zustimmung der Koalitionspartner und der ČSSD die für die Ratifizierung notwendige Drei-Fünftel-Mehrheit erreichte. Einige Abgeordnete, insbesondere der ehemalige Finanzminister Vlastimil Tlustý trugen diese europafreundlichere Haltung jedoch nicht mit.
Der schon länger als „Rebell“ bezeichnete Tlustý stimmte infolgedessen bei dem im März 2009 von der Česká strana sociálně demokratická eingebrachten Misstrauensvotum neben einem Parteikollegen und den zwei aus der Fraktion der Grünen ausgetretenen Abgeordneten gegen den eigenen Parteikollegen Topolánek und stürzten dadurch die Regierung der ODS. Tlustý wurde daraufhin aus der Partei ausgeschlossen und kandidierte später für die inzwischen auch in Tschechien neu gegründete Partei Libertas des irischen Euroskeptikers Declan Ganley. Die ODS stützte daraufhin im Parlament die Regierung Jan Fischer, eine aus Parteilosen gebildete Beamtenregierung, welche das Land in vorgezogene Neuwahlen im Oktober 2009 führen sollte. Zwischenzeitlich gewann die ODS trotz der vorangegangenen innerparteilichen Auseinandersetzungen die Europawahl in Tschechien 2009.
Die vorgezogenen Neuwahlen wurden nach einem Urteil des Verfassungsgerichtes mitten im Wahlkampf wieder abgesagt, so dass die Regierung Fischer bis zum regulären Wahltermin im Mai 2010 im Amt bleiben sollte. Ursprünglich sollte der Parteivorsitzende Topolánek die Partei wieder in diese Wahlen führen. Nach umstrittenen Äußerungen in einem Interview über Juden, Homosexuelle und die Kirche musste Topolánek seine Spitzenkandidatur für die Abgeordnetenhauswahlen 2010 auf Druck der Parteiführung im März 2010 jedoch aufgeben und wurde durch den ehemaligen Sozialminister und stellvertretenden Parteivorsitzenden Petr Nečas ersetzt. Am 1. April 2010 kündigte Topolánek auch seinen Rücktritt als Parteivorsitzender und die Übergabe der Amtsgeschäfte an Petr Nečas an.

### Regierung Nečas (2010–2013)
Bei der Parlamentswahl in Tschechien 2010 erreichte die Partei nur noch 20,22 %. Das war zwar ihr bis dato historisch schlechtestes Ergebnis. Sie stellte mit 53 Abgeordneten hinter der ČSSD nur noch die zweitgrößte Fraktion im Abgeordnetenhaus. Nečas wurde am 20. Juni 2010 mit 87 % der Delegiertenstimmen offiziell zum dritten Vorsitzenden der ODS gewählt. Ihm gelang es, mit der TOP 09 und der Věci veřejné eine „bürgerliche“ Regierung zu bilden, die sich mit 118 von 200 Stimmen anfangs sogar auf eine sehr komfortable Mehrheit im Parlament stützen konnte. Am 13. Juli 2010 wurde diese Regierung Nečas angelobt. Durch innere Streitigkeiten innerhalb der Věci veřejné gestaltete sich die Regierungsarbeit jedoch nicht immer einfach. Im April 2012 trat die Věci veřejné aus der Regierung aus. Jedoch gelang es Nečas seine Regierung zu restaurieren, da einige Abgeordnete der Věci veřejné den Austritt aus der Regierung nicht nachvollzogen und die neue Partei LIDEM ins Leben riefen. Mit 101 von 200 Sitzen hatte dieses erneuerte Bündnis zwischen ODS, TOP 09 und LIDEM nur noch eine knappe Mehrheit im Parlament.
Zu einer erneuten Krise in der Regierung und in der ODS kam es im Herbst 2012, nachdem sechs Abgeordnete der ODS im Abgeordnetenhaus den finanzpolitischen Kurs der Partei und der Regierung nicht mehr mittragen wollten.  Ein schlechtes Ergebnis der ODS bei den Regional- und Senatswahlen im Oktober 2012 trug ebenfalls zur Schwächung des Parteivorsitzenden Nečas bei. Insofern kam es auf dem Parteitag Anfang November 2012 zu einer Kampfabstimmung um den Parteivorsitz zwischen Petr Nečas und dem ehemaligen Landwirtschaftsminister Ivan Fuksa, einem der sechs Abgeordneten. Nečas verteidigte jedoch mit 351 von 592 (178 Stimmen für Fuksa) erfolgreich seine Position als Vorsitzender. Es gelang dem Parteivorsitzenden daraufhin auch, seine umstrittenen Pläne im Parlament mit knapper Mehrheit durchzusetzen, nachdem drei der Kritiker ihr Mandat abgegeben hatten. Diese drei Kritiker wurden kurze Zeit später in die Aufsichtsräte teilstaatlicher Unternehmen berufen.

### Opposition (2013–2021)
Bei den Präsidentenwahlen im Frühjahr 2013 trat für die ODS der ehemalige Senatspräsident Přemysl Sobotka an, der sich in einem parteiinternen Mitgliederentscheid mit 61 % zu 39 % gegen den EU-Abgeordneten Evžen Tošenovský durchsetzte. Allerdings entfielen bei den Wahlen auf Sobotka lediglich 2,46 %, so dass er bereits im ersten Wahlgang ausschied.
Am 17. Juni 2013 trat Petr Nečas sowohl vom Amt des Regierungschefs als auch vom Vorsitz der ODS zurück. Vorausgegangen war die Verhaftung seiner Büroleiterin, Jana Nagyová, mehrerer einflussreicher Lobbyisten und einzelner Verantwortlicher des militärischen Geheimdienstes, sowie drei der sechs „Rebellen“, die im Herbst gegen das Sparpaket der Regierung stimmen wollten. Zu den drei Verhafteten ehemaligen Abgeordneten gehörten Ivan Fuksa und der ehemalige Fraktionsvorsitzende der ODS in der Abgeordnetenkammer Petr Tluchoř. Die Staatsanwaltschaft warf ihnen im Zusammenhang mit der Mandatsniederlegung und nachfolgenden Berufung auf gut dotierte Aufsichtsratsposten Abgeordnetenbestechung bzw. Korruption vor, an der auch die Büroleiterin des Premiers beteiligt gewesen sein soll. Ihr wurde zusätzlich vorgeworfen, dass sie verbotenerweise den Militärgeheimdienst zur Überwachung der Ehefrau des Premiers eingesetzt habe. Das Ehepaar hatte sich kurz zuvor getrennt und die Scheidung eingereicht.
Nach dem Rücktritt Nečas' übernahm zunächst der erste Stellvertreter Martin Kuba kommissarisch den Parteivorsitz. Für die Nachfolge Nečas' als Ministerpräsidentin nominierte die Partei am 19. Juni 2013 die stellvertretende Parteivorsitzende und Präsidentin des Abgeordnetenhauses Miroslava Němcová. Staatspräsident Miloš Zeman setzte sich jedoch über diese Nominierung hinweg und ernannte stattdessen am 25. Juni Jiří Rusnok zum neuen Premierminister einer unabhängigen „Expertenregierung“, obwohl die 101 Abgeordneten der Koalition (von insgesamt 200) erklärt hatten, dass sie Němcová als Premierministerin unterstützen würden. Durch diesen Schritt beendete der Staatspräsident faktisch die Regierungskoalition unter Führung der ODS. Bei den daraufhin vorgezogenen Neuwahlen im Oktober 2013 trat die Partei mit Miroslava Němcová als Spitzenkandidatin an. Die Partei verlor aufgrund der vorangegangenen Affären 12,5 Prozentpunkte und erreichte nur noch 7,72 % bzw. 16 von 200 Sitzen in der Abgeordnetenkammer – ihr historisch schlechtestes Ergebnis. Die Partei verlor damit ihren Status als eine der dominierendsten Parteien des tschechischen Parteienspektrums.
Die ODS vollzog nach den Wahlen einen radikalen Bruch: Mit dem ehemaligen Bildungsminister und ehemaligen Rektor der Masaryk-Universität in Brünn Petr Fiala wurde am 18. Januar 2014 ein neuer Parteivorsitzender gewählt, der erst seit wenigen Wochen der Partei angehört hatte. Er setzte sich bereits im ersten Wahlgang mit 437 Stimmen gegen Miroslava Němcová (66 Stimmen) und Edvard Kožušník (32 Stimmen) durch.
Dem Vorsitzenden Petr Fiala gelang es, die Partei zu stabilisieren. Mit 11,32 % bei den Abgeordnetenhauswahlen 2017 gewann die Partei wieder an Stimmen hinzu und wurde hinter der ANO 2011 zweitstärkste Fraktion. Die ODS war damit stärkste Oppositionsfraktion gegen die Regierung des Premiers Andrej Babiš.

### Regierung (seit 2021)
Bei den Abgeordnetenhauswahlen 2021 bildete ODS mit den Christdemokraten und TOP 09 ein Wahlbündnis Spolu. Sie konnte ANO schlagen und wurde stärkste Kraft. Spolu unter der Führung von Fiala gelang es, eine Koalition mit Starostové a nezávislí (STAN) und den Piraten zu bilden, die zusammen antraten (wobei letztere Partei wegen Vorzugsstimmen, die sich auf STAN konzentrierten, nicht für eine Mehrheit benötigt wurden).

## Ergebnisse bei den Wahlen zum Abgeordnetenhaus
- 1992: 29,7 %: 76 Sitze
- 1994: 29,6 %: 68 Sitze
- 1998: 27,7 %: 63 Sitze
- 2002: 24,5 %: 58 Sitze
- 2006: 35,4 %: 81 Sitze
- 2010: 22,2 %: 53 Sitze
- 2013:  7,7 %: 16 Sitze
- 2017: 11,3 %: 25 Sitze
- 2021: 27,8 % (Spolu): 34 Sitze

## Politische Einordnung
Im europäischen Parteienspektrum ist die ODS als konservativ und wirtschaftsliberal einzuordnen. Obwohl sie selbst in ihrer Regierungszeit den Beitritt zur Europäischen Union betrieben hat, ist sie inzwischen in Teilen eher euroskeptisch. Im Europäischen Parlament waren die Abgeordneten der ODS bis 2009 Mitglieder der Europäischen Demokraten, die zusammen mit der christdemokratischen Europäischen Volkspartei die EVP-ED-Fraktion bilden. Diese Zusammenarbeit mit der EVP wurde jedoch von beiden Seiten wegen der EU-kritischen Haltung der ODS und wegen ihrer eher nationalen, liberalen und säkularen Prägung mit Skepsis betrachtet. Im Juli 2006 gründete die ODS daher zusammen mit der britischen Conservative Party die Bewegung für Europäische Reform, die nach der Europawahl 2009 zur Gründung der neuen Europaparlamentsfraktion der Europäischen Konservativen und Reformisten (EKR) sowie einer neuen Europapartei, der Allianz der Europäischen Konservativen und Reformisten (AECR) führte.